# Bombón (chocolate)

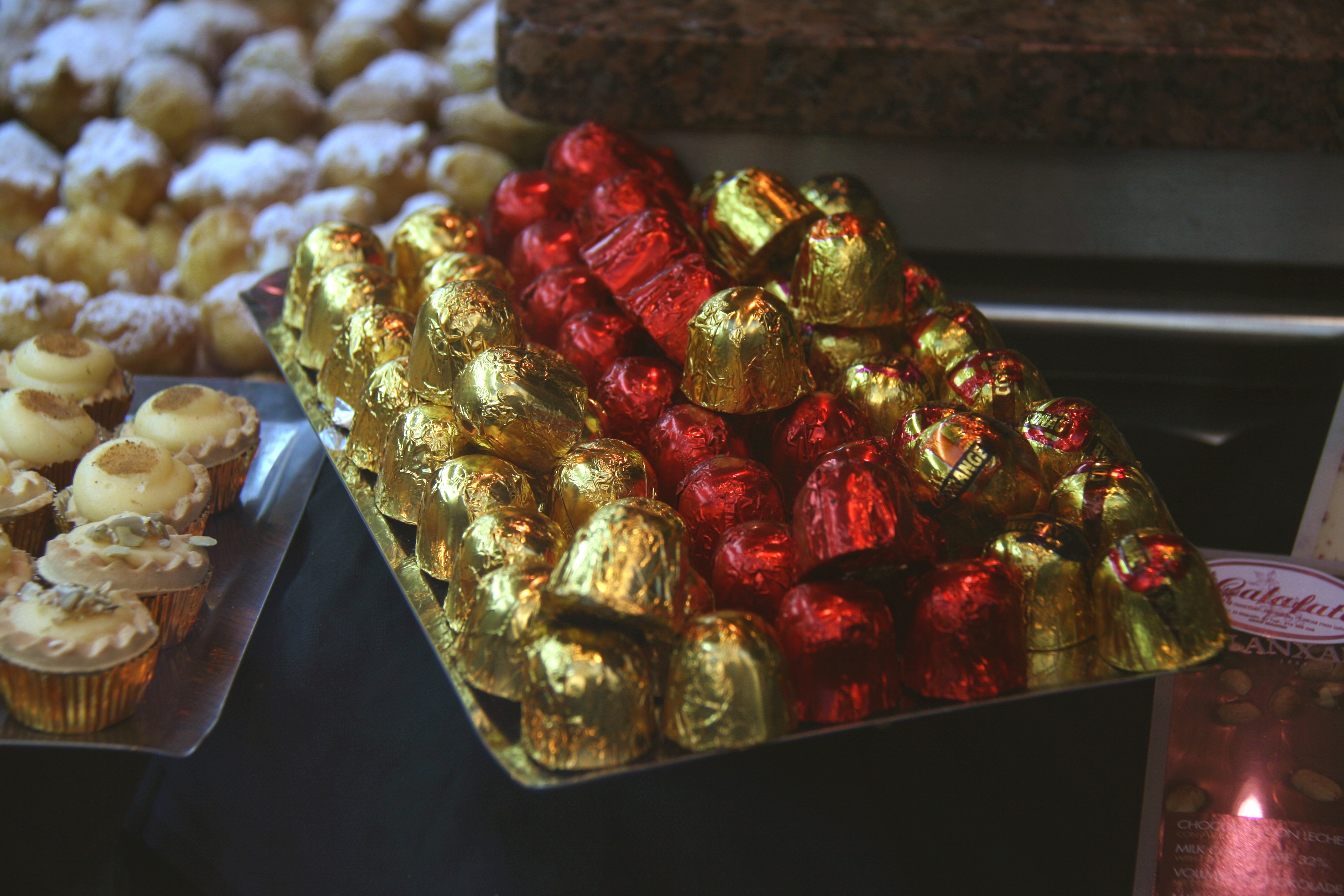
Bandeja de bombones apilados.

El bombón es una pequeña porción de chocolate que puede llevar en su interior una cierta cantidad de licor o cualquier otro dulce, y que se suele consumir de un único bocado. El nombre proviene del francés por la reiteración infantil de bon («bueno» o «delicioso»): bonbon o bon o bon, castellanizado como bombón.
Alemania es probablemente el país en el que se fabrican los bombones más célebres y de mayor calidad del mundo.[cita requerida] La composición del chocolate alemán está regulado desde 1884 por una ley que, entre otras exigencias, impone el uso de un mínimo de 35 % de cacao puro en su manufactura.

## Características
Los bombones pueden contener rellenos diversos: fondant, mazapán, croquant, praliné, nougat o trufa, frutas secas, entre otros.
En algunos casos se rellenan de licor para que su aroma «estalle» tras fundirse la capa exterior del bombón con el calor del paladar.